# Johannes Gutenberg

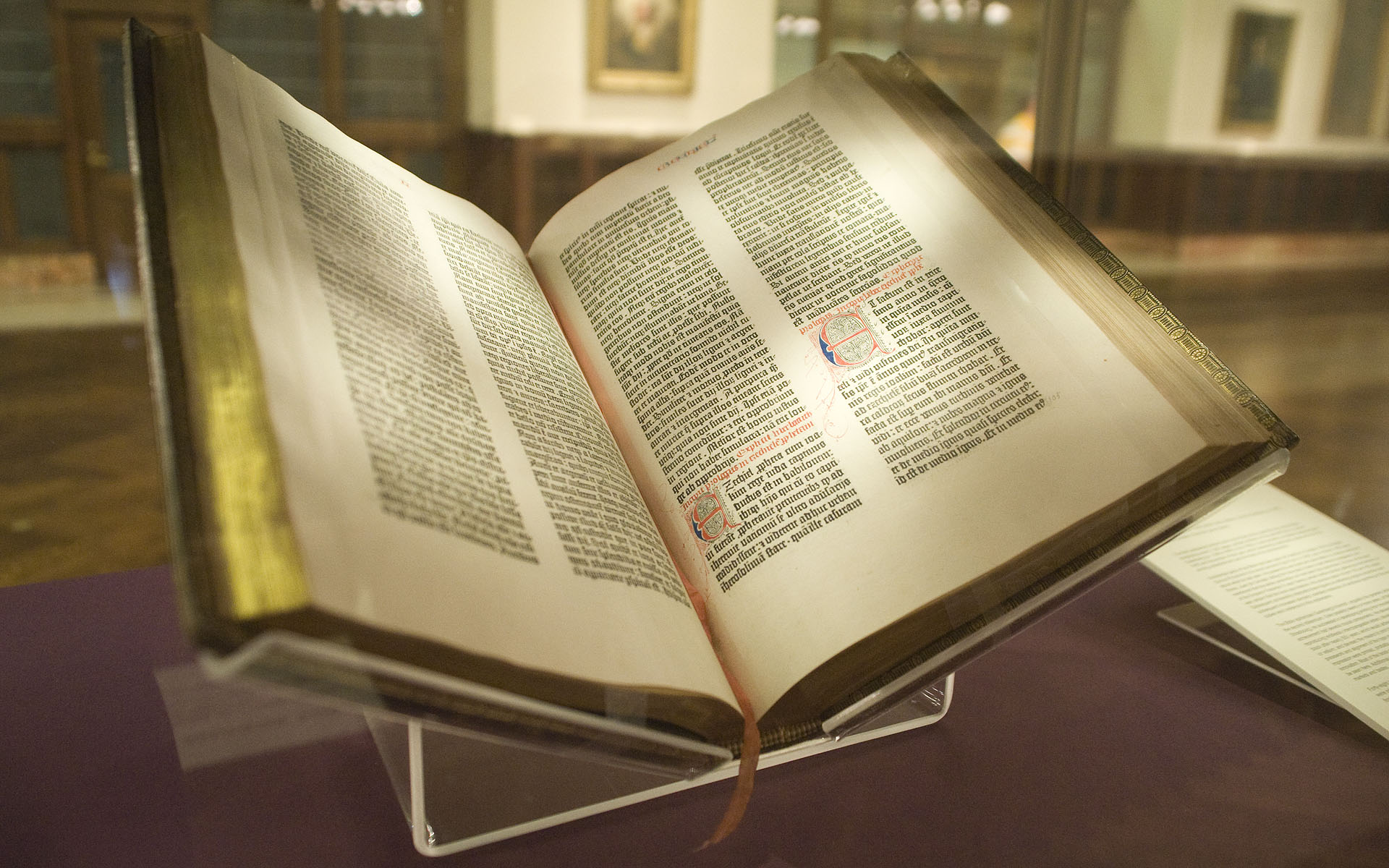
Gutenbergs bibel.

Johannes Gensfleisch zur Laden zum Gutenberg (även känd som Johann Gutenberg) född omkring 1400 i Mainz och död 3 februari 1468 i samma stad, var en tysk uppfinnare. Under 1450-talet färdigutvecklade han sin metod för att trycka böcker med lösa, återanvändningsbara typer för varje enskild bokstav. Detta gjorde det lättare att trycka fler böcker.
Den 1 286 sidor tjocka så kallade Mazarinbibeln trycktes 1455–1458. Man var då i Europa ovetande om att böcker tryckts på papper i minst 1 000 år i Kina, och med lösa typer sedan 1000-talet. Först på 1800-talet blev den europeiska boktryckarkonsten definitivt snabbare än den kinesiska.

## Biografi
Johannes Gutenberg föddes i en patricierfamilj i Mainz. Utifrån hans goda latinkunskaper har man alltid antagit att han fick en bra utbildning vid klosterskola och kanske vid universitet. En person vid namn Johannes de Alta Villa ("Johannes från Eltville") har identifierats i Erfurts universitets matrikel som möjligen är Gutenberg, då Gutenberg tillbringade delar av uppväxten i Eltville hos moderns familj.
Borgaren Johan Meijdenbach, guldsmeden Johann Fust (död 1466) och gravören Peter Schöffer var några viktiga medarbetare. Man känner till ett tiotal böcker som Gutenberg lät göra med dem, bland annat en ABC-bok, en ordbok, och ett par biblar.
På 1430- och 1440-talet intresserade sig Gutenberg för metallbearbetning och spegelmakeri i Strasbourg och utvecklade där en idé han fått om boktryckning. Väl tillbaka i Mainz lånade han pengar av Fust för att utveckla en metod att mekaniskt mångfaldiga texter. Fust fick dock ingen omedelbar vinst på sin investering och inledde därför 1455 en process som ruinerade och skämde ut Gutenberg. Denne flyttade då, 1459, till Haarlem i Nederländerna och grundade ett nytt tryckeri där. År 1465 blev han anställd av kurfursten Adolf av Nassau, vilket gav en ekonomiskt tryggad ålderdom. Han dog den 3 februari 1468 och begravdes i Franciskankyrkan i Mainz. Kyrkan jämnades med marken 1742.
Träblockstekniken fortsatte att dominera i Kina, men på 1000-talet använde kineserna i begränsad omfattning lösa typer för skrift, och vinpressar hade använts i några hundra år för att göra tryck på tyger. Kinesernas stora antal skrivtecken medförde emellertid att tryckning med träblock för varje sida fortsatte långt in på 1900-talet. Gutenberg uppfann stilgjutningen och mekaniserade trycktekniken för framställning av böcker. De flesta typerna var i början snidade i trä. Gutenbergs viktigaste bidrag till boktryckarkonsten var att utveckla matrisgjutning av separata bokstavstyper i metall, vilka kunde sättas samman till ord och textrader. Dessutom kombinerade han typgjutning och sättning med avtryckning i en handpress som tillverkats med samtida skruvpressar som förebild.
Gutenbergs främsta verk är den 42-radiga Bibeln, även kallad Gutenbergs Bibel eller Mazarinbibeln, som han tryckte 1455–1458. Den består av två delar och sammanlagt 643 blad, 1286 sidor, och är ett praktverk med vackra illuminationer och anfanger. 
Gutenberg signerade inte ett enda av sina verk.
Gutenbergs uppfinning kom till Sverige med boktryckare som invandrade från Lübeck; Stockholm fick sina första tryckerier på 1480-talet. 

## Eftermäle
Gutenberg har fått ge namn till Project Gutenberg, som har målet att tillgängliggöra alla böcker utan upphovsrätt eller utgången upphovsrätt till allmänheten via internet.
Asteroiden 777 Gutemberga är uppkallad efter honom.